# Балашівка (Рівненський район)
Балаші́вка — село в Україні, у Рівненському районі Рівненської області, колишній адміністративний центр Балашівської сільської Ради. Наразі у складі Березнівської міської громади. Наявне населення становить понад 2 тисячі осіб, постійне 1,7 тисяч осіб.

## Географія
До центру громади 16 км. До найближчої залізничної станції Моквин 32 км.
Балашівка розташована у мальовничій місцевості над річкою Комарня. На околицях росте рідкісна рослина — азалія понтійська. В Україні вона зустрічається лише в Рівненській, Житомирській та Київській областях. Азалія понтійська широко використовується в народній медицині. Лісова рослинність дуже різноманітна: дуб, граб, сосна, осика, береза, ліщина, ясен, модрина, липа, клен, черешня. Багато полуниць, чорниці, ожини, журавлини. (Див. також Микитина сосна).
Серед корисних копалин найпоширеніші граніт, пісок, глина, торф, є невеликі запаси болотни залізних руд. Край села збереглись козацькі могили, так званий «Козацький колодязь», які свідчать, що тут, за переказами, проходили бої між козаками і шведами в 1709 році.

## Назва
Відносно походження назви села висунуто три гіпотези :
1. Назва походить від слова «Білявий», світловолосий чоловік на ім'я Біл, згодом Білаш, Балаш.
2. Інша гіпотеза розповідає, що пан Малинський поселив в урочищі Дворищі 12 сімей із Житомирщини за покарання. Панські слуги прозвали цих людей «бошовниками», тобто людьми, що бушували проти пана.
3. Ще одна гіпотеза трактує походження назви села від слова очерет, яке в литовській та давньоруській мові звучить як «балаш», то й село серед очерету — балашу — Балашівка.

Згідно із проведених мною досліджень друга та третя версії відпадають, оскільки назва села Балашівка почала вживатися в середині XX століття. У церковних переписах та відомостях про православні церкви, які були мною виявлені з 1846 по 1937 роки у храмі Іванна Богослова села Балашівка, скрізь згадується назва села Білашівка, а не Балашівка. Також Теодорович у своїх описах згадує Білашевку, а не Балашівку.
Існує ще один доказ — це зошит обліку видачі свідоцтв учням VII класу при Білашівський семирічній школі за 1955—1956 навчальні роки, де згадується школа Білашавська, а не Балашівська. А також державний Акт на вічне користування землею колгоспами, у якому записано: «Цей державний акт видано сільськогосподарській артілі імені Хрущова села Білашівка, Березнівського району Рівненської області», а в кінці документу вже згадується Балашівка а зокрема «Видано 18 дня місяця грудня 1953 року в селищі Балашівка» тобто звідси можна зробити висновок, що вже в середині XX століття вживається дві назви села. Тому я частково притримуюся першої версії. Я згідна з тим, що назва села походить від слова «Білявий», тобто світловолосий чоловік. Але не згідна з тим, що це пов'язано із ім'ям чоловіка Біл. З огляду на те, що у переважної більшості населення світле волосся, я вважаю, що назва села пішла від того, що в цій місцевості проживало світловолосе, тобто, біляве населення.

## Історія
Перша письмова згадка про село Балашівка датується 1629 роком. Тобто можна припустити, що село виникло у XV—XVI століттях. Але, нещодавно працівники відділу охорони культурної спадщини Рівненського краєзнавчого музею, які вивчали знайдені знаряддя праці на території села, прийшли до висновків, що знайдені знаряддя трьох культур, а зокрема, шнурової культури, яка припадає на епоху ранньої бронзи, культури кулястих амфор епохи раннього енеоліту, а це п'ять тисяч років тому та культури лінійно — стрічкової кераміки, якій десять тисяч років.

### Село в XVIII—XIXст.
Село Балашівка відносилось до Ровенського повіту Березнівської волості. За історичним джерелом, зокрема «Ведомость Епархии й губернії Волинськой уезда села Білашовки за 1849 год», яка говорить: «церков построєна 1755 году поміщиком Адамом Бюльським», тобто звідси випливає, що село було у власності поміщика Адама Бюльського.
Церква та дзвіниця були побудовані із дерева. Царські ворота простої столярної роботи, довжина яких 20, ширина 9, висота 26 сажнів, а іконостас дерев'яний, на той час коштував 15 срібників. Чаша срібна, а всередині позолота. У храмі було двоє штатних людей священник та дяк. Храм побудовано на честь Іванна Богослова. Церква села Лінчин, про яку невідомо ким і на чиї кошти збудована, відноситься до Білашівського приходу, усі відомості з цієї церкви надходять до храму Івана Богослова. До приходу Балашівського храму відноситься і село Михалин. Церковні землі храму Іванна Богослова становили 268 сажнів. Землі розміщувалися від Березного до Комарні, завдовжки 24 десятини і завширки 12 десятин, а ще 26 десятин комісія визнала непридатними для землеробства. Тако ж відомо, що 15 лютого 1750 року поміщик Адам Бюльський надає церкві землі під забудову. Робимо висновки, що раніше церкві в селі не було.
З 1791 року село вже знаходиться у власності поміщика Михайла Леонтієвича Корженівського. Тому що архівні дані говорять що він подарував храму Іванна Богослова в цьому році такі землі:
1. Від дороги на Михалин до мосту. Від Мойсея Луцика до дороги на Ленчин — тут знаходиться оранки на шість днів.
2. Від Березного до Михалина, зокрема в Остижах і до Дем'яна Самья — оранки на п'ять днів.
3. Урочище Тимошовщина на десять днів а від комарні і границі Хотин тут синокосу на 25 косарів.

З церковних відомостей дізнаємось, що він володів селом і 1854 році (через 63 роки!). А от у 1861 році церковному переписі населення говориться, що село уже належить поміщику Михайлу Малинському.
Згідно з церковних відомостей кошти на будівництво нової церкви надав поміщик Михайло Коржанівський. Церква була побудована в 1850 році. Власне храм був привезений із Березного, а дзвіниця була добудована жителями села. Церква побудована без єдиного цвяха, будівельним матеріалом було дерево. В 1839 році приходського священика не було. Службу в храмі проводить дяк Григорій Павлович Табаковський. А в 1846 році в село прибуває священник Семен Фемитович Онурковський. З 1848 року в селі священиком був Феофан Максимович Ненадкевич, якому на той час виповнилось 27 років. Він мав дружину Марію 22 років. Дяк Григорій Павлович Табаковський, який мав сім'ю із 5 чоловік, жінку Марію, синів Василя та Захарія і дочку Февронію, а паламарем був Минна Якович Синякевич. З 1871 року священиком стає Михайло Степанович Сивлучинський і по 1877 рік.
Для священика є житловий будинок, яким побудовано на церковній землі в 1897. Будинок складається з чотирьох кімнат, кухні та комори. Також є будинок для дяка, але він старенький. Для утримання приходу, тобто священика та дяка, виділяє сама ж церква 350 рублів на рік. За довідкою виданою Головою уповноваженого суду 18 червня 1871 року згідно указу від 30 липня 1863 року селянам Білашівки надається 17 десятин присадибної землі та розореної і сінокосу 1625 десятин, вигонів 12 десятин. Всіх разом 1655 десятин, а непридатної для використання 96 десятин.
Селянам надавали право толоки, а також позиватися до поміщика. Уповноважений судом пише, що землі дуже розкидані і знаходяться поміж поміщицьких земель і серед неякісної землі, тому неможливо визначити межі земель. Ці землі знаходяться в таких урочищах: Бойкова волока, Гладив, Нисавщина, Медвежа, Визбища, Шмати, Воротне, Гало, Вистовщина, Зубов стан, Гончарові волока, Мертвиї телята, Сичукова волока, Боровська, Дворище, Макаровщина, Кругла, Селище, Зубиха, Ямне, Руда волока, Комарня, Засівщина, Попівщина.
Селяни Білашівки мали протягом 49 рокім виплатити суму 11034 рублі. Кожного року селяни мали сплатити в місцеве казначейство не менше 662 рублі 4 копійки. До завершень виплат викупну ціну ніхто не мав права підіймати. Селянину дозволялося виплачувати більшу суму ніж це було визначено. Коли землю викуплено, вона стає власністю громади. Громада протягом перших 9 років не має права виділяти землі селянам. Але після 9 років 2\3 голосів громада приймає рішення відокремити селянина чи ні. Ніхто на має права покинути общину, якщо не завершив виплат. У випадку смерті селянина земля може бути продана тільки членам громади, але якщо у померлого селянина були борги, то той, хто купив змушений виплатити ці борги. Поки землі не викупив, той не маєш права її заставляти. Також селянин мав право переходити в інші стани, але борги, якщо були, залишалися за ним.

### Балашівка в першій половині XXст.

#### Балашівка в 1901—1920 роках
На початку XX століття земля в селі ще належить поміщику Малинському. В 1902 році в селі проживає 848 осіб та є 102 дворів. 26 лютого 1903 року Російський імператор Микола II видав Маніфест у честь дня народження престолонаслідника Олексія Миколайовича. Один із примірників був відправлений до села Білашівки і зберігався в храмі Івана Богослова. Вивчивши цей маніфест стає зрозуміло, що жителі села отримали ряд пільг, а зокрема відмінили тілесні покарання, селяни, які мали на 1 січня 1904 року борги звільнялись від цих боргів, тобто селяни, які вели викупні платежі та ще не завершили виплати звільнялися від цих виплат. Також селяни, які мали сплатити державний земельний податок із селянських земель та не сплатили до 1 січня 1904 року, звільнялися також від них виплат.
У 1905 році проводяться зовнішні ремонтні роботи храму Івана Богослова, на який було затрачено 850 рублів. В цей час обов'язки священика виконує Іван Іванович Литвинов, який закінчив курси Волинської духовної семінарії. З початку своєї діяльності він був учителем, потім в 1874 році 14 вересня прийняв сан священика та в 1903 році 20 листопада був відправлений на роботу в храм Івана Богослова. Він отримував платню в розмірі 300 карбованців. Також Іван Литвинов одночасно був членом ревізійного комітету при Волинській духовній семінарії. Псаломщиком у цей час є Петро Олександрович Приминський, уродженець Волинської губернії, Заславського повіту села Шарлаські. Раніше Петро Олександрович був послушником.
Кременецького монастиря, але 30 жовтня 1882 року був направлений у село на посаду псаломщика та отримував платню в розмірі 50 рублів. Відомість 1905 року говорить, що в селі нараховується 5 католиків.
У 1907 році населення становило 908 осіб, а кількість дворів становила 117. Приходським священиком був Віктор Фастович Качуровський, який працював до 1912 року. В селі існує цегляний завод, при якому проживає одна сім'я з семи чоловік, що підтверджують архівні матеріали Волинського державного архіву. Цей завод, за свідченням старожилів, працював до середини XX століття і знаходився по вулиці Вигінській на території сучасної присадибної ділянки жителя Пилипаки Петра Юхимовича. Власником заводу був житель села Курильчик Павло Степанович 1899 р. н. В якому році цей завод запрацював невідомо. Тільки відомо, що працювало 6 чоловік.
В 1912 році під церковними будівлями знаходиться 1 десятина землі, 14 десятин були розорані та під сінокосом 18 десятин, всього 44 десятини. Ці землі знаходяться на відстані не більше однієї верстви від церкви і 13 десятин знаходяться на відстані семи верств від церкви. Середній дохід церковної землі становить 100 рублів.
У 1914 році населення села становило 967 осіб. Приходським священиком був Володимир Осмин Козловський, який за походженням був вихідцем із селян. Володимир Козловський закінчив Катеринославську духовну семінарію і прибув у село 22 листопада 1913 року. Псаломщиком у село був направлений 24 грудня 1914 року Іван Ананьєвич Божкевич за походженням селянин, який отримував із казни 100 рублів, користувався церковною землею. Псаломщик закінчив народне однокласне училище і спочатку був учителем з 1891—1893 рік, а 1894 році стає псаломщиком. Церковними грошима, церковною печаткою і ключами від храму відає церковний староста, яким на той час був Прокопчук Назар. Його було обрано на цю посаду 1914 року.
З початку XX століття село відносилось до Ровенського повіту, Березнівського волості.

#### Розвиток освіти
За свідченням церковної відомості 1895 року у селі Білашівка було побудовано церковно приходську школу і відкрито 25 листопада 1891 року. В 1895 році в цій школі навчається 6 учнів: 4 хлопчики та 2 дівчинки. Вчителює в школі В'ячеслав Олександрович, який закінчив курси Волинської духовної семінарії.
В 1905—1906 роках церковно — приходською школою управляє священник Іван Іванович Литвинов, а вчителькою в даний час була Марія Копачевська, яка закінчила Єпархальне Харківське училище В 1906 році в школі нараховується 30 учнів. Відомість 1906 року говорить, що і в селі Ленчин при церкві існує школа. В школі навчається 20 учнів, вчителем є Роман Ананьєв, який закінчив Почаївську двокласну школу.
15 січня 1907 року Ровенським повітовим відділом Волинської єпархіальної ради було направлено на роботу в Білашівську церковно — приходську школу вчителя Григорія Дунаєва.
Церковно-приходська школа 1912 року знаходиться в будинку, який належить жителям села. На утримання цієї школи село виділяло 90 рублів, а земство 210 рублів. В школі навчалося 34 учні з них, 33 хлопчики та одна дівчинка. Школа села Ленчин отримувала від земства 84 рублі та 36 рублів від жителів села.
З 1913 року у селі Балашівка вчителює дочка священика с. Холоп Віра Михайлівна Муринська, яка закінчила Кременецьке жіноче єпархіальне училище. Жителі села зібрали на утримання школи 120 рублів, від земства надійшло 130 рублів 86 копійок та від казни 360 рублів, тобто разом 610 рублів та 86 копійок. В 1914 році навчається 54 учні, з них 50 хлопчиків та 4 дівчинки. Також церковна відомість говорить, що школа в селі Ленчин не функціонує.
2 листопада 1921 р. через Балашівку пройшла у напрямку польсько-московського кордону Волинська група (командувач — Юрій Тютюнник) Армії Української Народної Республіки, яка невдовзі мала вирушити у Листопадовий рейд
З 1921 року Балашівка відходить за Ризьким мирним договором до Польщі. Відомість 1921 року свідчить, що в селі існує одна школа, яка потребує ремонту. З 1922 по 1924 рік школа в селі не працює, бо потребує ремонту. За часів польської влади в селі школа знаходилась на місці сучасного відділення зв'яку. З одного боку був клас де навчалися діти, а з іншого проживали вчителі. За свідченнями старожилів Гаврилюка Андрія Григоровича 1924 р. н. та Іванчука Федора Андрійовича 1926 р. н. існувало чотири класні кімнати. Через холодні зими велика кількість дітей не мала змоги ходити до школи. Учні навчалися українською та польською мовами. Вчилися тільки читати та рахувати. У буденні дні навчала вчителька на прізвище Бензінська, яка за походженням була єврейка, а в суботу ксьондз навчав молитвам. Ці свідчення підтверджують церковні відомості 1933—1936 років, які говорять, що в школі була вчителька та існував один клас, але школа мала чотири класні кімнати. Також відомість говорить, що священник читає дві лекції на тиждень, які йому оплачуються. У 1928 році в школі навчалося 45 хлопців та 28 дівчат, а в 1939 році навчалося 131 учень, і школа була вже двокласною.
У 30-х роках вчителями були пан Паруцький та пан Круковський, за походженням поляки. Вони навчаличитати та писати польською та українською мовами. Школа була безплатною. Українські діти відвідували школу 5 днів на тиждень, переважно в осінньо — зимовий період, тому що у літній період були обтяжені польовими роботами, випасом птиці та худоби.
За свідченням Боровець Ганни Іванівни 1924 р. н. польська школа знаходилась за хутором Антонін, до школи ходили діти, батьки яких були в змозі оплатити навчання. В основному це були діти поляків.
Церковна відомість подає, що 1937 році в Балашівці існує двокласна школа, яка має чотири кімнати. В школі навчається 107 учнів і всі православні. З учнями займається священник Павло Травка, який читає 4 лекції в тиждень.
Також подається інформація, що на хуторі Антонін дія однокласна школа, яка має 4 кімнати де навчається 33 учні і священник читає дві лекції в тиждень.
За свідченнями Курильчика Петра Федоровича 1921 р. н. в 1939 році, коли в селі було встановлено радянську владу, то відразу було реорганізовано школу. Школа розміщувалась у приміщенні маєтку пана Бендика, де було виділено одну кімнату під клас. Навчання проводилось українською мовою, а вчителем була жінка, яка приїхала з Березного.
Із спогадів Гаврилюк Антоніни Стахівни в 1945 році була відкрита початкова однокласна школа. Вчителькою була Вознюк Ганна Петрівна. В 1947—1948 навчальному році було відкрито другий клас. До школи ходило не дуже багато дітей тому, що тривала війна між загонами НКВС та загонами ОУН-УПА. Вчителька із хутора Ведмежа, де був один клас школи, загинула від рук патріотів, які не хотіли коритися злочинній радянській владі. За переказами її звали Наталка, прізвище невідоме, родом вона була із Полтавщини.
В 1948—1949 навчальному році було відкрито третій клас. Навчання проходило в трьох сільських хатах. В школі працювало дві вчительки — Гаврилюк Антоніна Стахівна та Вознюк Антоніна Петрівна.
В 1949—1950 навчальному році школа стала початковою — чотирикласною. У школу на роботу були направлені ще два вчителі Леопчук Іван і Юрчук Василь. Вони закінчили середню школу і одномісячні курси вчителів.

#### Часи польського правління
Після підписання Ризького мирного договору 18 березня 1921 року між Польщею та Радянською Росією село потрапило до складу Польщі. Польське панування тривало до вересня 1939 року. Церковні відомості говорять, що церковні землі приносять 15 тисяч марок у рік прибутку, а сама церква заробляє 20 тисяч польських марок у рік. Отже зрозуміло, що вже в 1921 році в селі були запроваджені польські гроші. Але богослужіння ведеться за православним обрядом. За переписом населення Білашівки вже в 1921 році становило 1122 чоловіки з них 566 чоловіків та 556 жіночого населення, а дворів було 191. Село в 1921—1939 роки відноситься до Березнівської гміни. Костопільського повіту Волинського воєводства. В 1926 році релігійні обряди в храмі Івана Богослова проводилися за православним обрядом, які здійснює Василь Карпович Закидальський. У 1925 році було проведено ремонт храму, на якій було затрачено 2 тисячі 500 злотих. Ці гроші надали жителі села. Церкву було пофарбовано. Отже, у селі була знову змінена грошова система. В 1926 році в селі нараховувалось 202 двори та 607 чоловіків і 601 жінка, тобто 1208 чоловік. В 1937 році храм було застраховано на суму 4 тисячі злотих, щорічно вносилася сума 32 злотих. Священиком був Олександр Павлович Травка, який отримував 370 злотих, а псаломщик Борис Петров-120 злотих. Один гектар землі коштував 10 злотих. Річний дохід від церковної землі становив 300 злотих. На церковну землю є план, який було зроблено землеміром Перо і виданий повітовим комісаром м. Рівного. Багатою людиною у селі був пан Бендик. Його маєток розміщувався на пагорбі, який тепер називають Бендикова гора. Його землі знаходились на північ та на схід від села. Також панські землі були на місці сучасної школи та в південне — західній частині села. Жителі села змушені були найматися до пана тому, що прожити за рахунок своєї землі-було неможливо.
Гроші важливої функції не відігравали, тому в селі в основному йшов товарообмін. Коли селянин хотів придбати певні речі, він брав надлишок своєї продукції і йшов у магазин. Саме в магазині здійснювався товарообмін. Наприклад, за один кілограм сушених грибів можна було отримати 15 марок і купити на них голку та катушку ниток.
Зі спогадів Іванової Євдокії Іванівни 1920 р. н. найбільші земельні володіння в селі мав пан Малинський. У село пан не приїзджав, але в нього був свій посадник на ім'я Віцьо. Життя було тяжким тому, щоб вижити селяни змушені були брати землю в оренду в пана Малинського. А під час збирання урожаю з цієї землі вони віддавали із зібраних 5 снопів жита 2 віддавали панові, що є абсолютно нормальним. Та бригада, яка збирала податки низалася «мойот». Приміщення цієї бригади знаходилось у Михайлині. Керував цією бригадою пан Струк. Землі, які знаходились за річкою Комарня, називались фондовськими, тобто землі запасу. Ці землі заросли чагарниками. Селяни, у яких було мало землі, викорчовували чагарники і займалися землеробством, але ці землі були мало родючі.
Після посадника Віцьо землі в оренду пана Малинського взяла єврейка Нехля. Вона володіла землями до приходу німців, а коли прийшли німці то її було вбито.

#### Лісове господарство
Паном лісовчиком (лісник) був Єлько Кур'ята. В його обов'язки входило: контролювати за вирубкою лісу, вказувати на ділянку для вирізування сухих дерев та слідкувати за збиранням чорниць. Щоб отримати дозвіл на збирання чорниць потрібно було купити квитанцію. Люди, які не мали квитанції, але перебували в ліси без дозволу і займалися збиральництвом змушені були платити штрафи.

#### Повсякденне життя
Найстаршим у селі був поляк, але він був дуже жорстокий, тому його було вбито. Тоді було прислали іншого поляка. Люди жили бідно, не було в що одягтись та взутися. Переважна більшість людей ходила в постолах і це було дуже незручно. Одяг був із льону, хто хотів, той міг пофарбувати. Фарбували полотно дубовою корою. У казанок наливали воду, вкидали туди дубову кору, щоб вона добре покипіла. Потім вкидали полотно, і тримали стільки, скільки потрібно для кольору. Довше — яскравіше, менше — світліше. Але на одяг ніхто не зважав, головне, щоб було що їсти.
На село було два магазини, які були власністю євреїв. Один магазин був розташований поблизу сучасного відділення зв'язку, а інший знаходився по вулиці Андріївській на місці сучасного будинку № 72. Цим магазином володів українець на ім'я Курильчик Павло Степанович 1899 р. н. У цьому магазині був значно менший асортимент товарів ніж у магазинах євреїв. Також за часів поліського панування цегельний завод належав цьому ж чоловікові Павлу. Розпочинаючи з 1921 року навколо села було створено ряд польських колоній. А зокрема: Храпачев, Хомині острови, Вороновка, Головки, Гайочки.

#### Прихід радянської влади в село
Кордон між Польщею та УРСР було встановлено між селами Червона Воля та Сівки. Коли радянські війська перейшли кордон, то польські війська не чинили опору. Тому зважаючи на невелику відстань від кордону до села Балашівка можна стверджувати, що 17 вересня 1939 року в селі було встановлено радянську владу. Після влади поляків прихід радянських військ у село населення Білашівки спочатку сприйняло доброзичливо. Була забрана панська земля та віддана селянам. Працюючи на землі селяни сплачували податки. Податки сплачували вирощеною продукцією. Розпочалася націоналізація внаслідок якої цегельний завод, поміщицькі маєтки та магазини потрапили до рук радянської влади. Селяни не протестували проти націоналізації, бо спочатку це їх не стосувалось, було переобладнано поміщицький маєток пана Бендика під школу.

#### Село в роки війни

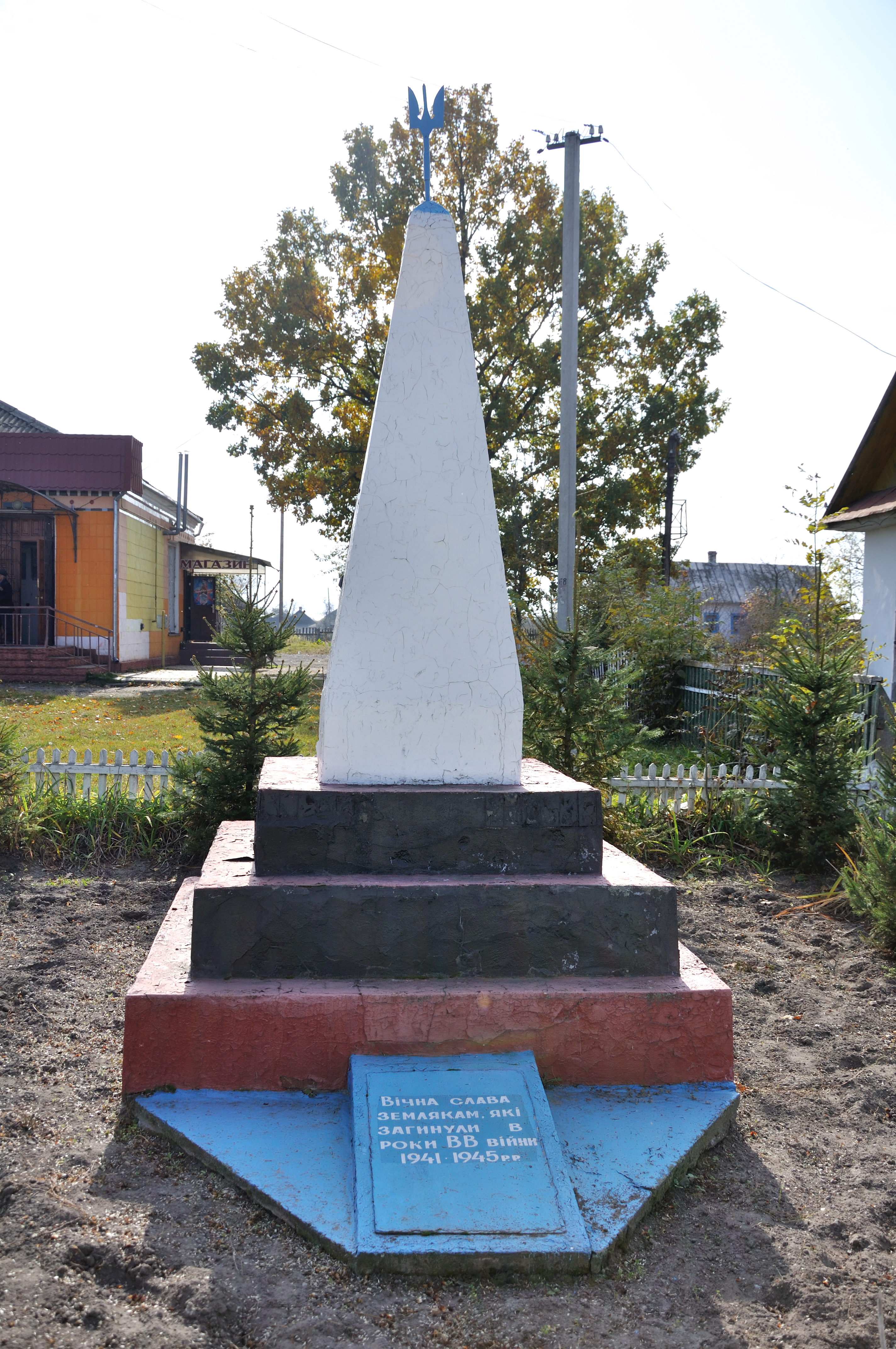
Пам'ятник воїнам-односельчанам, с. Балашівка,.jpg

Зі свідчень старожилів відомо, що коли розпочалась війна, то відразу по території села пройшли великі з'єднання радянських військ, які слідували із Житомирщини, через с. Сівки та Білашівку. Всі розуміли, що ці війська були призначені для того, щоб зупинити ворога. Але через декілька днів вони почали відступати. В червні 1941 року село було окуповане німцями. До лав Радянської армії потрапили лише ті молоді чоловіки, яким не пощастило і які були призвані до армії ще до початку Другої світової війни, а зокрема: це Усач Іван Федорович, Прокопчук Олександр Трихонович, Чеберяка Петро Іванович та Чеберяка Василь Фадейович.
Коли німці завоювали село, тоді старостою села було призначено Усача Григорія. У його функції входило збирати продукти з населення для німецької армії, звітувати про порядок у селі та вказувати хто має поїхати до Німеччини і забезпечити відправку молоді до Німеччини. До Німеччини було відправлено молодь двічі. Вперше молодь було відправлено в 1942 році. Перша хвиля остербайтерів свідчить про те, що їх везли в Березне, а потім посадили на підводи і відправили у м. Костополь. В Костополі їх посадили в товарні вагони і відправили у невідомому напрямку, через декілька днів вони прибули до Німеччини, де їх ділили, як речі. Першою хвилею були вивезені такі люди: Лук'янчук Ольга Миколаївна, Сичик Катерина.
Друга хвиля відправки молоді до Німеччини відбулася в 1943 році. Молодь, яку було відправлено до Німеччини, свідчить про те, що їх у супроводі поліції гнали пішки у Березно, а потім везли кіньми у Костопіль. У Костополі на станції їх вкидали в товарні вагони і везли до Польщі. Вони прибули до міста Вільям де їх мили, стригли, проводили дизинфекцію. Протримавши дві доби в цьому місті їх відправили до Німеччини.

У цьому ж році відбувається третя хвиля відправлення молоді до Німеччини. Ось про що свідчать очевидці:
Мене забрали до Німеччини в 1943 році. Спочатку нас зібрали у Балашівці, а потім пішки гнали на Березно. Із Березного привезли до Рівного, де тримали у таборі. Через декілька днів відправили до Ківерців. Нас тут мили переодягали і лише тоді відправили до Німеччини. До Німеччнини везли товарними вагонами із відкритими вагонами тому Васюк Дмитро, Прохонюк Олексій Миколайович та я, Гаврилюк Андрій Григорович здійснили спробу втечі, яка завершилась вдало. Ми йшли 9 днів і лише тоді потрапили додому.
В 1943 році до Німеччини були вивезені: Усач Марія Олексіївна, Усач Ольга Коновна, Федас Ганна Миколаївна, Синюк Марія Максимівна, Федорова Марія Максимівна, Грицик Марія Юр'ївна, Федас Марія Фадєєва, Гаврилюк Андрій Григорович, Гаврилюк Іван Гаврилович, Грицик Іван, Синюк Федора, Грицик Марія, Ярмольчук Адам, Курильчик Ілля.
В 1943 році після того, як було спалено село Рудня Лінчинська з цією метою німці прийшли і до села. Зі спогадів Журавля Павла Карповича 1920 р. н.:
В суботу 15 травня 1943 року німці почали зганяти жителів села в центр села. Із натопвпу було вибрано декілька чоловік, яких за доносом поляка звинуватили у співпраці з радянськими партизанами та спалено живцем, а будинки вже палали, жителів зігнали до центру села і збиралися всіх спалити. Але в цей час у селі приземлився вертоліт із нього вийшов німецький офіцер та відминив страшне рішення пояснив що під час перестрілки між партизанами та німцями в урочищі Березова волока його було поранено. Але коли він дійшов до хутора Ладов ліс, і попросив допомоги, то серед мешканців хутора знайшовся один сміливець, це Боровець Андрій, який, прикрив його сіном і привіз у селище Березно. Саме цей офіцер вирішив віддячити балашівцям. Ось за таких обставин село залишилося на карті України.
Під час війни через жорстоке ставлення поляків до українців було зарізано в сім'ї пана Одеська його доньку. Після чого розпочинається страшна ворожнеча між українцями та поляками. Після цієї події поляки з ненавистю ставилися до українців і дуже часто були союзниками німців у боротьбі проти українців. Поляки робили спроби помститися жителям села, вбиваючи їхніх рідних. Тому поляки вдавалися до збройних нападів на село. Можна зробити висновок, що відносини між поляками та українцями були відлунням подій на Волині в 1943 році. Під час війни в селі діяли вояки УПА, які вступали в сутички зі німцями та радянськими партизанами. Вони входили в різні організації. А поблизу села також діяв загін радянських партизан, який очолював Медведєв.
В 1944 році в урочищі Остиж відбулася спроба бандерівців зупинити радянські війська, які в січні захопили територію Балашівки у німецьких нацистів. Село Балашівка було окуповане 7 січня 1944 року. Після окупації в селі 21—22 січня було проведено мобілізацію, під час якої до радянської армії було призвано 102 односельчани. Всіх хлопців було призвано Городецьким військовим комісаріатом. Потім їх відправили до м. Білоковорвичі а згодом до м. Новограда-Волинського, де з ними проводили бесіди з метою дізнання чи були вони та їхні родичі причетні до національно-визвольного руху, тобто чи мали відносини з бандерівцями.
Після чого тих, хто не був причетний до бандерівського руху відправили в травні 1944 року до м. Чернігів, до навчання по військовій справі. Після місяців навчання їх розкидали по різних фронтових бойових дій.
До села повернулися лише деякі односельці, а 77 загунили на фронтах Другої Світової війни, а зокрема:
- Бовшовець Іван Гнатович загинув у січні 1944 року в Латвії.
- Боровець Андрій Семенович пропав безвісти у травні 1944 року.
- Боровець Іван Семенович загинув у квітні 1944 р. в Німеччнині.
- Боровець Олександр Зіновійович загинув у лютому 1945 р. в Польщі.
- Боровець Феодосій Прокопович загинув у червні 1944 р. у Росії.
- Булавін Матвій Васильович загинув у червні 1944 р. у Львівській обл.
- Василюк Григорій Іванович загинув у травні 1944 р. в Бєларусі.
- Василюк Іван Павлович загинув у липні 1944 р. в Литві.
- Василюк Оксен Олександрович загинув у липні 1944 р. в Литві.
- Василюк Сидір Олександрович загинув у січні 1945 р. у Польщі.
- Василюк Юхим Іванович загинув у 1944 році.
- Василюк Сисой Степанович загинув у травні 1944 р. в Бєларусії.
- Василюк Трохим Семенович загинув у серпні 1944 р. в Литві.
- Гаврилюк Антон Никонович загинув у лютому 1944 р. в Луцьку.
- Гаврилюк Кузьма Юхимович загинув у 1944 р. в Бєларусії.
- Гордійчук Дмитро Федорович загинув у 1944 р. в Литві.
- Грицик Федір Ісакович загинув 1944 р.
- Журавель Михайло Омельянович загинув у лютому 1944 р. в Польщі.
- Журавель Федір Семенович загинув 1944 р. в Пруссії.
- Іванов Юхим Денисович загинув у 1944 р. в Бєларусії.
- Іванчук Андрій Федорович загинув у січні 1945 р. в Росії.
- Іванчук Володимир Кирилович загинув у квітні 1945 р. в Захід. Пруссії
- Іванчук Захар Дмитрович загинув у квітні 1944 р.
- Іванчук Панас Дмитрович загинув 1944 р.
- Клейман Герш Абрамович загинув 1944 р. в Латвії.
- Клепчар Іван Максимович загинув 1944 р. в Бєларусії.
- Курильчик Володимир Хомич загинув у березні 1945 р. в Німеччині.
- Курильчик Дмитро Олексійович загинув у липні 1944 р. в Латвії.
- Курильчик Дмитро Федорович загинув у вересні 1944 р. в Польщі.
- Курильчик Іван Степанович загинув 1944 р. в Литві.
- Курильчик Лев Михайлович загинув у квітні 1944 р. в Литві.
- Курильчик Марфа Сергіївна загинула 1944 р.

## Розвиток села в складі СРСР

### Розвиток освіти в другій половині XXст.
В 1950—1951 рр. школа була організовано в семирічну. В ній навчалося 300 учнів. Старші учні навчалися в с. Михалин. В школі працювало семеро вчителів. Завідувачкою школи була Кочмак Галина Яківна.
- В 1953 році відбувся перший випуск Балашівської семирічної школи.
- В 1957—1958 навчальному році за рахунок колгоспу була збудована нова восьмирічна школа.
- В 1959 році в Балашівці була ліквідована неписемність. В цьому навчальному році школа стала середньою.

А в 1961 році вона випустила в самостійне життя перших випускників, які закінчили десятирічку. Щоб повністю ліквідувати не писемність була запроваджена заочна школа, яка була змінена на вечірню школу. Першим директором Балашівської середньої школи була Гарасюта Ніна Миколаївна, а з 1959 року понад 18 років її очолював ветеран Великої Вітчизняної війни, відмінник освіти Чуб Іван Мефодійович. З 1978 по вересень 1993 року директором школи був Михалюк Василь Андрійович. В 1993 році його змінив на посаді Росошик Олексій Антонович і очолював цю посаду до січня 2004 року. З лютого 2004 року Балашівську загальноосвітню школу І — II ступенів колегіум очолила Драганчук Алла Вікторівна.
В 1986 році за рахунок колгоспу було побудовано дошкільний заклад «Сонечко», який набрав дві групи. Завідувачкою садка була Зайко Тетяна Петрівна, а вихователями: Жигадло Марія Григорівна, Шолом Тамара Адамівна та Коцен Ольга Орестівна. Дошкільний заклад припинив своє існування в серпні місяці 1998 року. Розпочинаючи з 1986 року дошкільний заклад кожного року випускав по 40 діток.
В жовтні 2004 року було відновлено роботу дошкільного закладу силами Березнівського районного відділу освіти було набрано одну групу яка становила 20 дошкільнят. Завідувачкою дошкільного закладу було призначено Зайко Тетяну Петрівну, а вихователями — Курильчик Оксану Андріївну та Романюк Олену Андріївну.

### Розвиток медицини
У 40-х роках фельдшерсько — акушерський пункт був розміщений на приватній квартирі у Сичик Марії, а пізніше — у Ковалець Марії. Завідувачкою ФАПу була Зубрицька Неля Герасимівна, а санітаркою Пилипака Т. В.
З 1957 року медичний заклад розмістився в недобудованому колгоспному будинку. У ньому функціювали кабінети фельдшера Чеберяки М. І., фельдшера -акушера Дмитроца М. Й, стоматолога Іванової М. А., санітаркою працювала Прокопчук А. Ю.
З 1962 року, за розпорядженням члена обкому партії, завідувачки облздороввідділу Андрієвої Ірини Миколаївни, під лікарню тимчасово обладнано колгоспну контору. Першим лікарем був Дембицький Геннадій Семенович, який приходив на роботу пішки з Березного. Через 2 місяці в село направили молодого лікаря Федорова Петра Васильовича. У лікарні вже функціонувала, кухні і пральня. Завідувачка пральні — Усач Уліта Андріївна, кухні — Прокопчук Касіна Захарівна. Медичними сестрами працювали Пилипчук Люба Корніївна, Деркач Неля Герасимівна, Прокопчук Марія Іванівна а санітарками — Усач Уляна Леонтіївна, Гаврилюк Ганна Павлівна, Пилипака Тетяна Володимирівна.
 В 70-х роках було збудовано нове приміщення лікарні (ініціатор будівництва — головний лікар району Джурко Геогрій Миколайович).
Із спогадів Дмитроци Марії Йосипівни: «Важкі були ті часи. До центру простягалася ґрунтова дорога, по якій рідко їздили машини. На наради часто добирались пішки. А коли наставала весна, то були відірвані від району, бо був аварійний міст через річка Случ. Під час весняної повені міст шляховики розбирали, щоб його не знесла вода. А тому місяців 3—4 ми не мали зв'язку з районним центром. Я пригадую ті часи, як страшний сон. Ми перевозили хворих і вагітних човном, перевозили їх через лід. Були випадки, коли викликали санітарний вертоліт із Рівного. Ним же прилітали лікарі, які в нас у тяжких умовах робили складні операції».
Пізніше головними лікарями працювали — Кодін Іван Кузьмич, Казнодій Юрій Леонідович (нині покійні), Цимбалюк Микола Федорович (працює в Березнівській ЦРЛ), Мовчанець Оксана Федорівна (працює в селі Вітковичі), зараз — Гром Олег Михайлович. Часто при відсутності головного лікаря обов'язки його виконував Фельдшер Чеберяка Максим Ілліч.
Найбільш доступною медицина була в 70—80-х роках радянського періоду, коли працювала лікарня на 35 ліжок (терапевтичні та неврологічні). Саме тоді лікування було повністю безкоштовним для пацієнтів, новонароджені при потребі отримували дитяче харчування.
Цікавими і самобутніми були господарники — завідувач господарством Іван Герасимович Іванчук, столяр Василь Ігнатович Прохонюк, їздовий Аркодій Кузьмович Романович, кочегар Володимир Устенович Прокопчук, водій Прокопчук Панас Ігоревич.
У роки незалежної країни лікарню закрили (залишилась тільки амбулаторія), господарчі будівлі зруйнували, газифіковане приміщення знову перевели на опалення дровами.

### Розвиток сільського господарства
У ході радянізації головним своїм завданням Комуністична партія району ставила створення колективних господарств. Тому з приходом радянської влади на селі почалися перетворення. В 1950 році в Балашівці було створено перший колгосп «Червона зірка». Головою колективного господарства був Марчук Іван Миколайович.
В 1955 році колгосп імені «Червоної зірки» було об'єднано із колгоспом імені «Гречухи» села Михалина. Колективне господарство в 1956 році було перейменовано в колгосп імені «Хрущова». В 1957 році колгосп знову було перейменовано в колгосп імені «Свердлова».
З 1970—1977 було створено колгосп імені «Медведєва» та 1977 році колгосп імені Медвєдєва об'єднали з колгоспом імені Свердлова села Яцьковичі. В цей час головою колгоспу Люшин Василь Миколайович. До колгоспу імені Свердлова восени 1979 року було приєднано село Лінчин, яке раніше входило до колгоспу села Витковичі. В 1994 році колективне господарство було реорганізовано в колективне спільне підприємство «Мир», а з 1999 року колективне спільне підприємство «Мир» було реорганізовано в спільне виробниче господарство, яке очолив Грицик Василь Степанович.
В 2002 році було створено Гаврилюк Марією Федорівною спільне фермерське господарство «Лісове».

### Релігійні громади

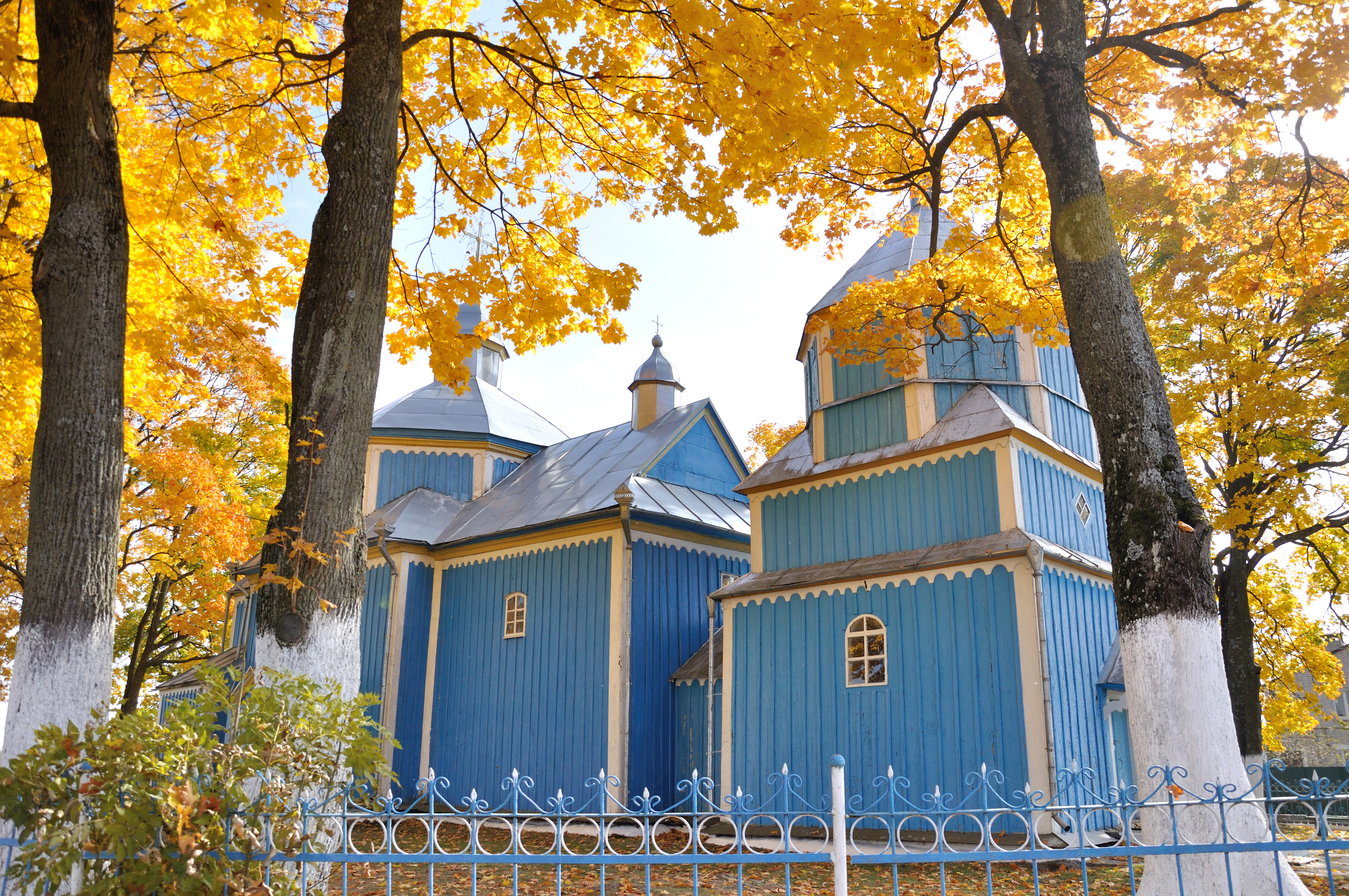
Церква Іоанна Богослова (дер.), с. Балашівка, 2011 р.

На даний час у селі діє три релігійні громади. Наймолодшою є релігійна громада «Свідки Єгови» її засновником був Іван Іванович Іванов 1930 р. н. Івана Івановича було відіслано до Києва де брав участь у національно-визвольному русі. Саме звідти повернувся із сформованими релігійними поглядами та заснував свою громаду. Наданий час до неї входить лише один чоловік.
Другою за чисельністю релігійною громадою є «Пятидесятники». Засновником релігійної громади був Усач Захар Сидорович близько 1909 р. н. Ця релігійна громада розпочала свою діяльність у 20-х роках ХХ ст. Пятидесятники діють і до цього часу. Громада нараховує 50 чоловік. Просвітером є Боровець Володимир Маркович. Громада має свій молитовний будинок який побудований на кошти громади.
Третьою і найбільш чисельною є громада православних християн 85 % населення можна віднести до православних християн. У 1950 році було відновлено діяльність православної церкви, почалися пошуки церковних дзвонів. З огляду на те, що під час Світової війни, могли бути переплавлені для виготовлення зброї їх зняли і закопали. Свідки говорили, що дзвони були закопані між вулицями Андріївською та Шевченка. Але після довгих пошуків дзвони так і не знайшли.
Храм діяв 1962 року, а тоді було закрито під час атеїстичної компанії. І лише через 17 років 1979 році храм Іоанна Богослова розпочав свою діяльність З 1984 р. по 2012 р. священиком храму був протоієрей Олександр Оксентович Мамчур, уродженець с. Прислучі Березнівського району Рівненської області, 1932 р. н.
Староста — Олександр Сергійович Ковалевський, уродженець с. Залізниця Корецького району Рівненської області, 1944 р. н., церковним старостою його було обрано в 1991 р.
З 2011 р. старостою був Віктор Миколайович Пилипака, уродженець с. Балашівка Березнівського району Рівненської області, 1986 р. н., у 2012 р. був Рукопокладений у сан священика.
З 2012 р. і по даний час священиком храму є ієрей Віктор Миколайович Пилипака.
На даний час у храмі зберігається історична пам'ятка це Євангелія надрукована 1643 року братством при церкві храму Успіня Пресвятої Богородиці в місті Львові. А також були старовинні ікони, які були в крадені в 2006 році.

## Балашівка в умовах незалежності
За роки незалежності, а зокрема 22 жовтня 2003 року в село було підведено голубе паливо. 29 грудня 2003 року було здано в експлуатацію нову асфальтну дорогу Березно — Балашівка. 26 березня 2004 року учні Балашівської середньої школи сіли за парти нового «Колегіуму» і нарешті за роки незалежності було завершено будівництво Будинку культури.

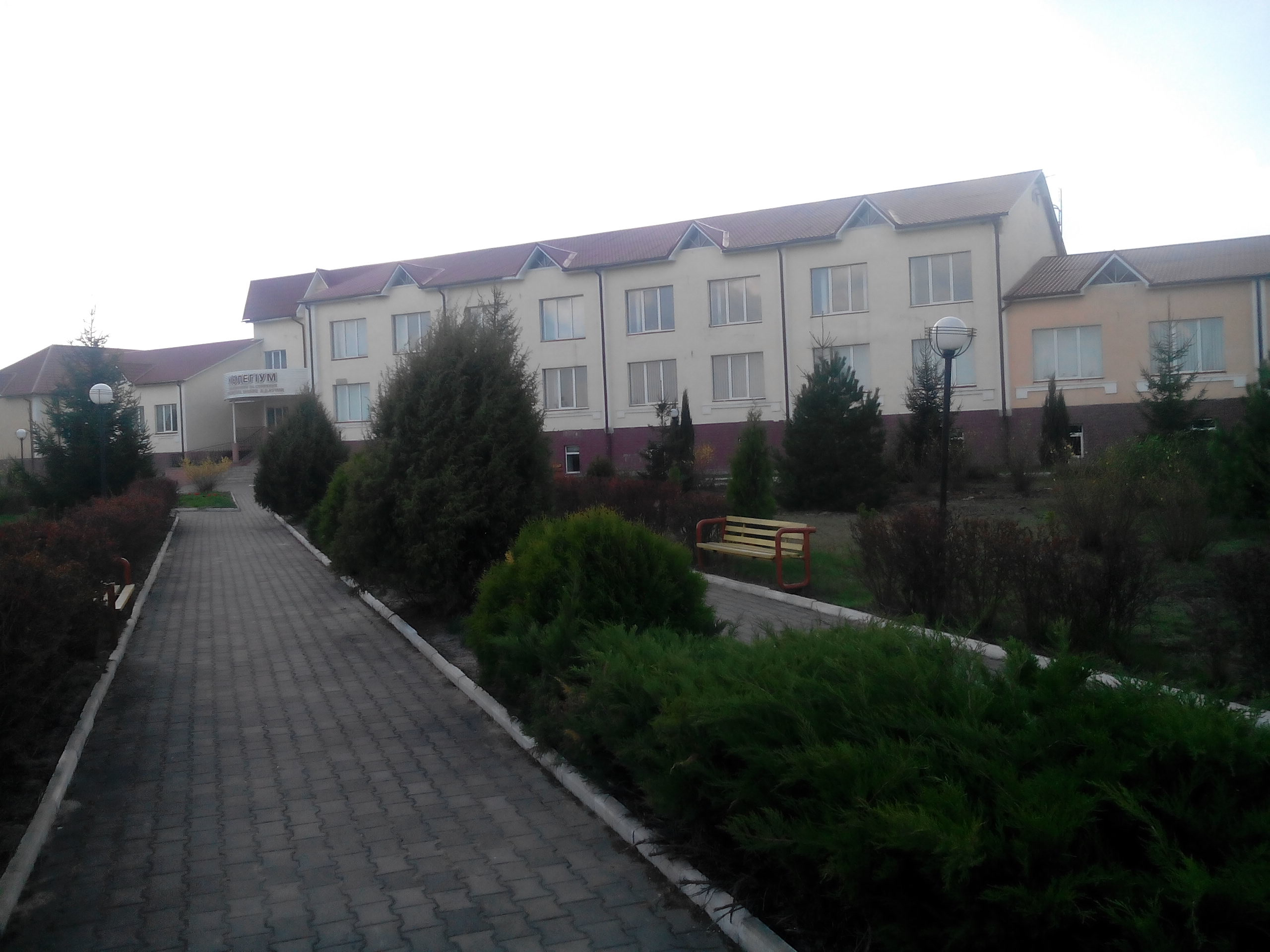
Балашівський НВК.
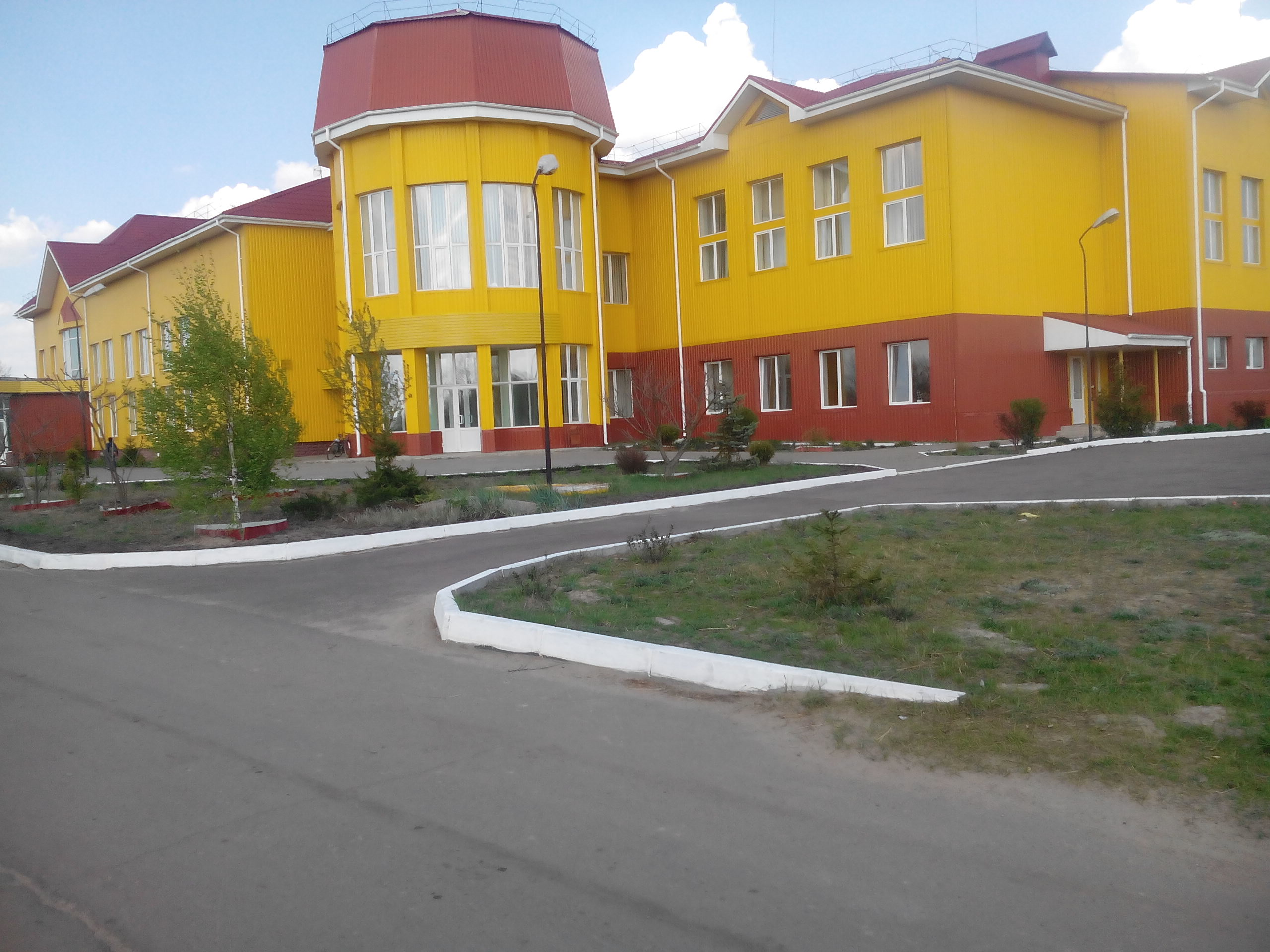
Балашівка. Будинок культури і спортивний комплекс.

## Населення
За переписом населення 2001 року в селі мешкало 1735 осіб.

### Мова
Розподіл населення за рідною мовою за даними перепису 2001 року:
| Мова       | Відсоток |
| ---------- | -------- |
| українська | 99,89 %  |
| російська  | 0,11 %   |

## Культура

### Бібліотека
У 1950 році в селі Балашівка було створено колгосп «Червона зірка». Першим головою колгоспу був Іванчук Леонтій Федорович. Протягом 1950—1951 років у селі відкрито семирічну школу, у якій навчалось 300 учнів. Відкриття школи спонукало до того, що жителям села потрібна була бібліотека. І вона була створена з ініціативи тодішньої сільської інтелігенції та молоді.
У ті повоєнні, тяжкі часи весь фонд бібліотеки розміщувався в одній шафі у приміщенні сільського клубу. Завідувала цією бібліотекою Пояркова Ольга Костянтинівна.
Коли у 1958 році був побудований новий клуб у селі, то під бібліотеку було виділено цілу кімнату.
Та в 1962 році бібліотека була перенесена в нове приміщення сільської ради загальною площею 20 кв. м. Завідувачем бібліотеки був на той час Федоров Михайло Адамович, якого на цю посаду було призначено після закінчення школи в 1961 році. Тоді користувались книгами бібліотеки не тільки жителі села Балашівка, а навіть мешканці навколишніх сіл. Для зручності обслуговування таких жителів, була організована книжкова пересувка, якою завідував Миронець Андрій Кирилович. Поліпшилась матеріально-технічна база бібліотеки. Фонд поступово зростав і на той час становив 4 730 назв книг та брошур, обслуговувалось 750 читачів. Після важкого трудового дня молодь приходила до бібліотеки і знаходила душевний відпочинок у цікавих романах та оповіданнях.
У 1976 році відбулася районна централізація бібліотечної системи. На роботу до бібліотеки було прийнято ще одного працівника Курильчик Ніну Петрівну, яка закінчила Дубнівське культосвітнє училище. Михайла Адамовича було переведено на посаду завідувача бібліотеки — філії № 11 с. Балашівка.
Він постійно був у руслі всіх подій села, вів різну масову та пропагандистську роботу серед читачів. У масових заходах, які проводились спільно з клубом він брав активну учать. У зв'язку з подіями централізації на саме приміщення бібліотеки теж чекали кардинальні зміни. Бібліотеку — філію № 11 села Балашівки було перенесено в нове приміщення, яке знаходилось при сільській раді. Воно займало дві кімнати і мало площу 60 кв. м. Отже була можливість створити читальний зал.
Керівництво пішло назустріч такій пропозиції і через деякий час у читальному залі з'явилось 5 столів і 10 стільців для обслуговування читачів, яких було на той час 1000. У бібліотеці-філії з'явився телевізор для перегляду популярних програм відвідувачами бібліотеки. Було велике надходження періодики, велася підшивка газет та журналів. Надходження літератури обліковувалося в сумарній та інвентарній книгах.
Ніна Петрівна працювала до 1988 року, а потім перейшла працювати завідувачкою шкільної бібліотеки. На її робоче місце був прийнятий новий працівник Журавель Руслана Михайлівна, яка продовжила династію бібліотекарів і наслідувала свого батька у бібліотечній справі. Працював Федоров Михайло Адамович до досягнення пенсійного віку, загальний трудовий стаж становив 38 років. 18 жовтня 1988 році був нагороджений медаллю «Ветеран праці».
Отже у 1999 році трудову естафету прийняла Журавель Руслана Михайлівна, яка навчалась у Дубнівському культурно-освітньому училищі.
У 2002 р. пройшла реорганізація бібліотечної мережі під час якої сільську і шкільну бібліотеки було об'єднано в єдину публічно-шкільну бібліотеку-філію № 11 с. Балашівка КЗ «Березнівська ЦСПШБ». Бібліотекарем шкільного абонемента працювала Курильчик Ніна Петрівна.
За сприяння екс-президента Леоніда Кучми в 2004 році в селі було побудовано навчально — виховний комплекс, а згодом Будинок культури в якому було виділено приміщення для бібліотеки — філії, яке займає одну кімнату площею 64 кв. м.

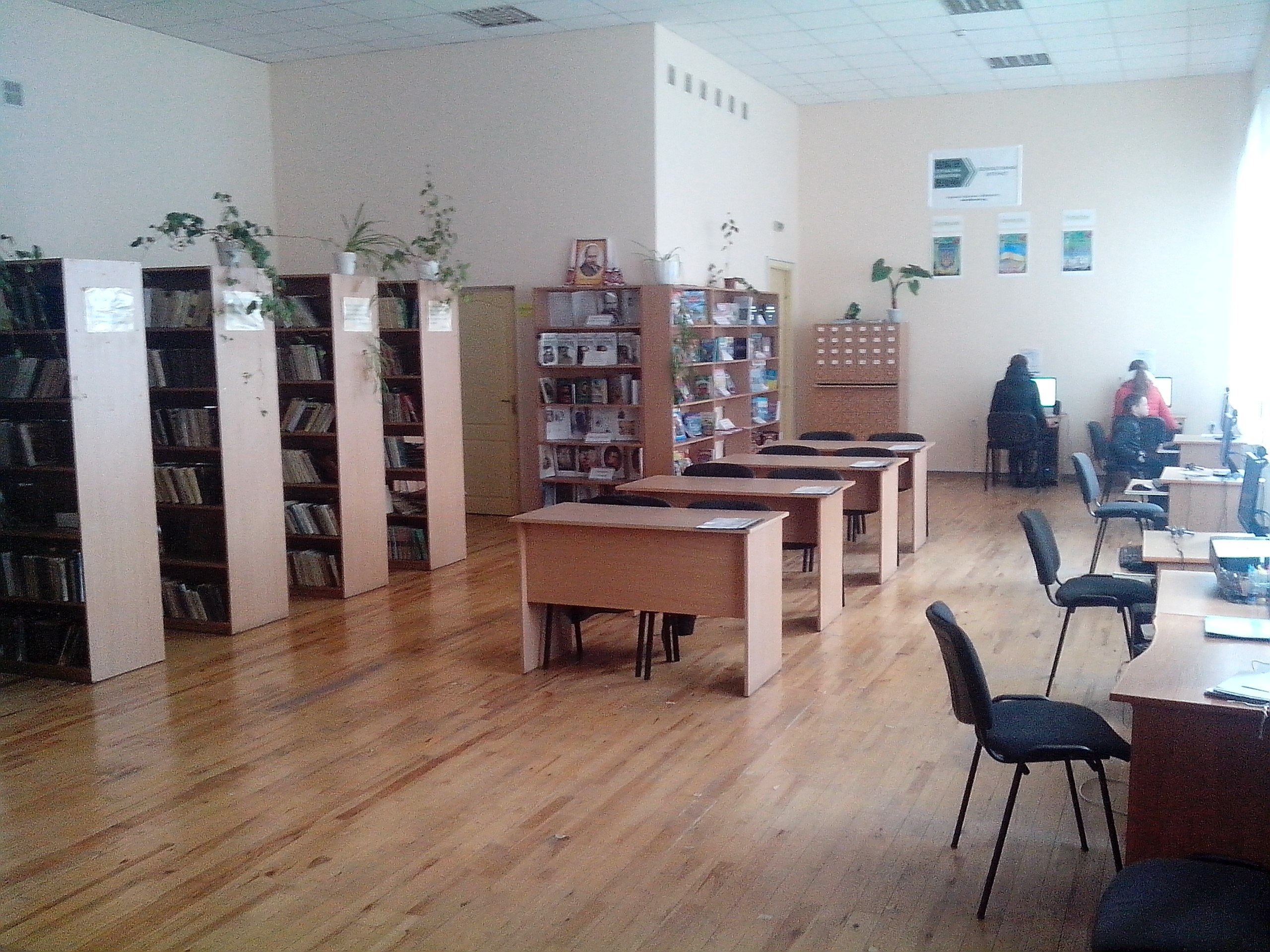
Приміщення шкільного абонименту

У бібліотеці було придбано всі нові меблі і апаратуру у складі якої: кольоровий телевізор, комп'ютер із принтером, відеомагнітофон. Фонд бібліотеки становив 18860 документів, у тому числі підручників 7080 примірників, читачів бібліотеки — 1005, з них — 580 дітей, книговидача становила майже 19 тисяч.
В 2008 році бібліотеку — філію було підключено до мережі інтернет, та створено WEB — сторінку публічно-шкільної бібліотеки.
Щороку в школі проходить тиждень дитячого читання. Відкриття тижня, як правило, проходить на шкільній лінійці. У програмі тижня — книжкові виставки, подорожі, бібліотечні уроки, інтелектуальні ігри, вікторини. Щороку проводяться екскурсії для учнів першого класу та дошкільнят до бібліотеки.
За допомогою місцевих меценатів у бібліотеці — філії створено куточок для дошкільнят, де зібрані цікаві забавки та іграшки, а також демонструються мультфільми, проводяться голосні читання казок з обговоренням побаченого або почутого.
Для зацікавлення дітей даної вікової категорії створено презентації, які містять різні розвиваючі завдання. («Розкажи казку», «Казкова вікторина», «Послухай і перекажи!»)
За допомогою фонду CD, DVD дисків користувачі бібліотеки мають можливість:
- навчитися працювати на комп'ютері за допомогою спеціальних компакт-дисків «Навчальні курси по ПК»;
- вивчати іноземні мови («Курс англійської мови»);
- готувати доповіді та реферати («Збірка українських рефератів»);
- грати в розвиваючі ігри («Історія України», «Очевидне й неймовірне», «Винаходи та відкриття», «Українські народні казки» та ін.);
- знайомитися з творами художньої літератури (аудіо-відеокниги);
- переглядати улюблені мультфільми («Аліса в країні чудес», «Тачки» та ін);
- отримати уроки гарної поведінки, малювання («Уроки малювання» та ін.);
- знайомитися з найкращими зразками класичної музики.

Одним із перспективних напрямів роботи з читачами стали навчально-видові бібліотечні уроки з елементами гри, які були проведені з використанням музики, анімації. Вони не тільки викликають неабияку зацікавленість у дітей, бажання дізнатися більше, але й слугують засвоєнню матеріалу, правил і алгоритму пошуку інформації, дають можливість учням закріпити одержані знання в системі, підвищують рівень інформаційної грамотності.
Впровадження нових інформаційних технологій у бібліотеці надає можливість проводити цікаві бібліотечні уроки, предметні заняття з використанням мультимедійної системи.
На допомогу вчителю початкових класів до курсу «Я і Україна» розроблено презентації «Моя країна — Україна», «Свята та традиції нашого народу. Великдень», які допоможуть молодшим школярам краще засвоїти матеріал про державні та народні символи нашої Батьківщини та традиції українського народу.
Для учнів середньої шкільної ланки підготовлено слайд — презентації: «Духовна велич Шевченка», «В її імені барви України», «Мальовничими стежками Балашівки».
Презентації «Юні борці Батьківщини» (День пам'яті Героїв Крут), «Червона рута» (Творчість Володимира Івасюка) створені для учнів старших класів.
Одним із пріоритетів бібліотеки є залучення до читання дітей, зокрема дошкільників.
Вихователі до нас приводять дітей на екскурсію «Перші кроки у бібліотеці».
В роботі з дошкільнятами допомагають члени клубу «Калина». Це активісти бібліотеки, учні 3—7 класів. Вони показують дітворі мультфільми, читають казки, проводять вікторини «З якої казки?».
Окрім організацій свят, дискусій, конкурсів, члени клубу полюбляють виготовляти різні вироби.
З членами клубу «Калина» ми часто звертаємось до традицій нашого народу.

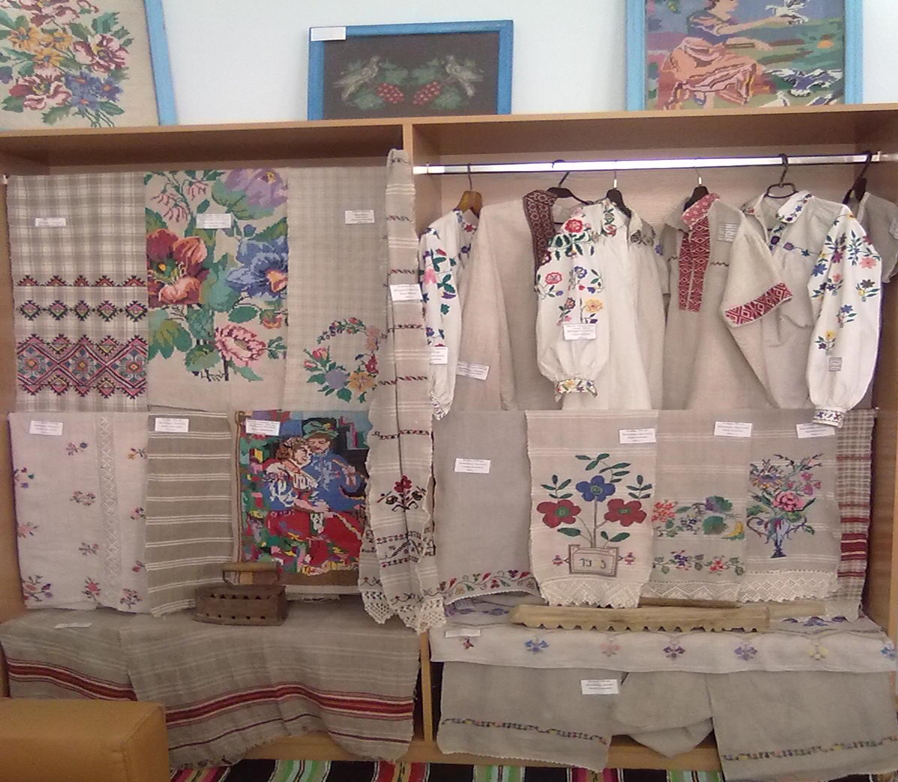
Етнографічно-музейна експозиція «Мистецтво села — ткацтво та вишивка, від минулого до сучасного»

У квітні місяці 2012 року зав. бібліотекою та членами клубу було проведено пошукову роботу, результатом якої є створення етнографічно-музейної експозиції «Мистецтво села — ткацтво та вишивка, від минулого до сучасного». У бібліотеці було зібрано роботи наших предків(24 вироби).
Читачам цікаво дізнатися про одяг який одягали у 40-х роках. Отже на виставці можна побачити чоловічі та жіночі сорочки того часу, рушники, намітки, рядна, та вишиті картини на тканому полотні.
Виставка називається «Від минулого до сучасного». Сучасною майстринею нашого села є Логощук Галина Володимирівна, яка допомагала у створенні експозиції і надала музею сучасного забарвлення.
Її виставка під назвою «У вільну хвилину, у вільну годину, люблять майструвати мати та дитина», містить не тільки її роботи, а й роботи її доньки Марії. У виставці налічується понад 20 виробів ручного ткацтва та вишивки Галини, а також 19 робіт її доньки, серед яких можна побачити картини пензлем, картини із соломи, вироби із бісеру, орігами, та вишивка стрічками.
2 серпня було організовано презентацію етнографічно-музейної експозиції в якій взяла участь майстриня села Логощук Галина та її доньки.
За цей період у бібліотеці було проведено екскурсії для учнів, односельчан та поважних гостей нашого села.
Надалі ми будемо поповнювати наш музей новими роботами.

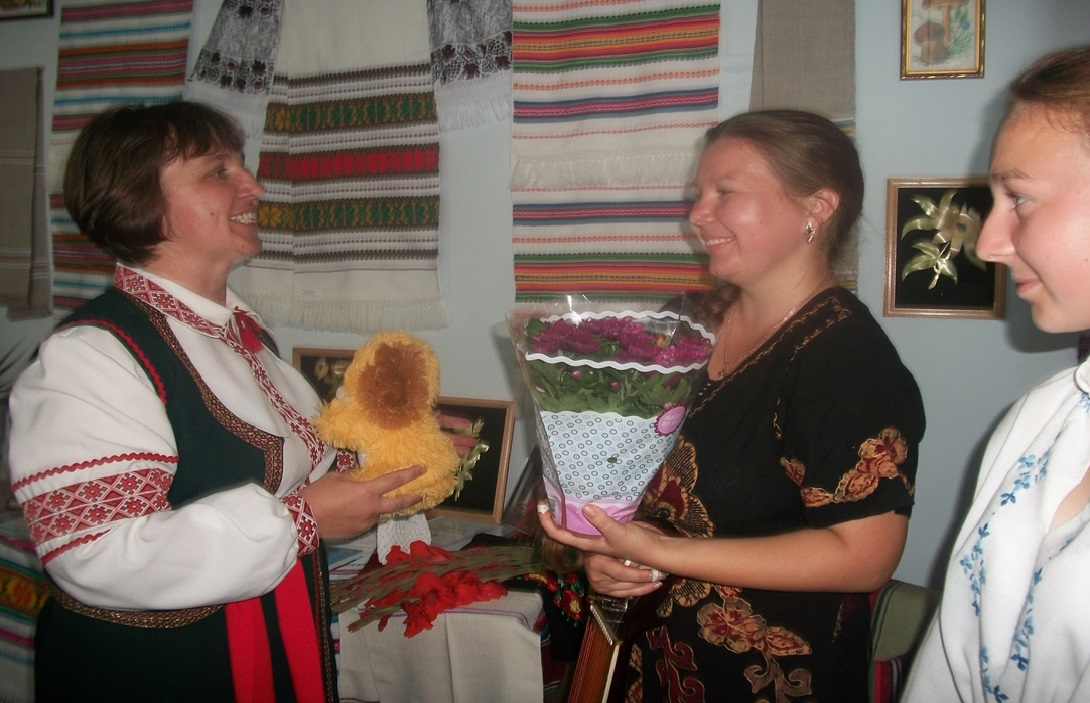
Дочки Галини Логощук, Наталія та Марія.
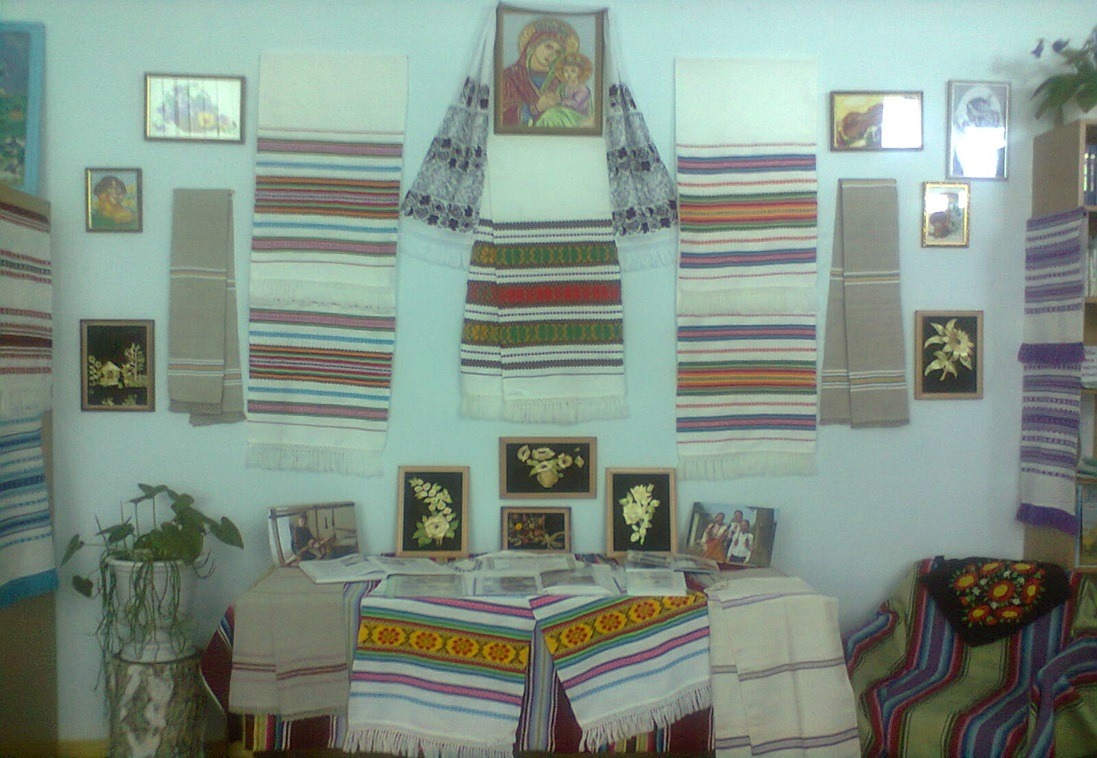
Виставка «Від минулого до сучасного».
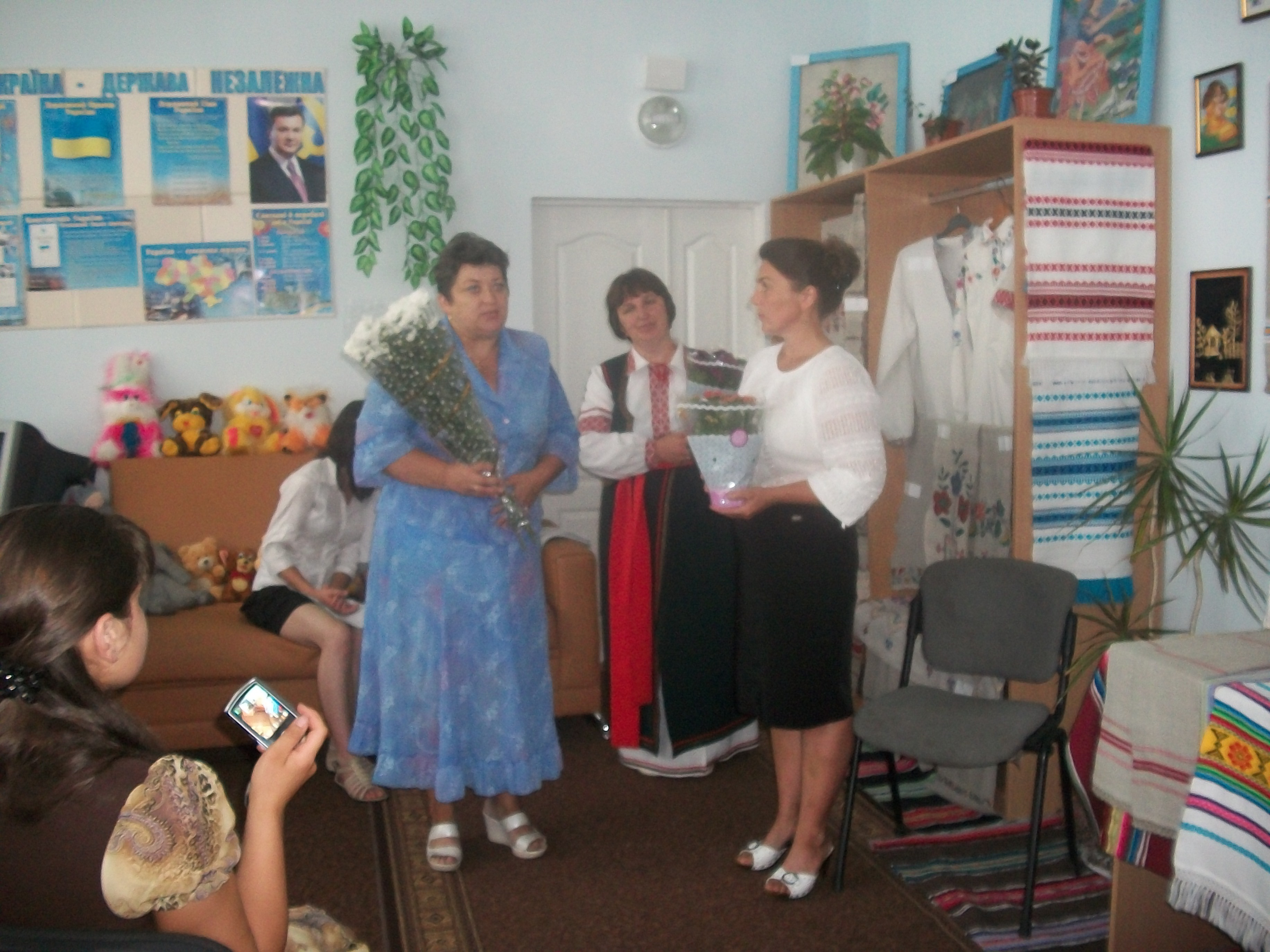
Майстриня села Логощук Галина.
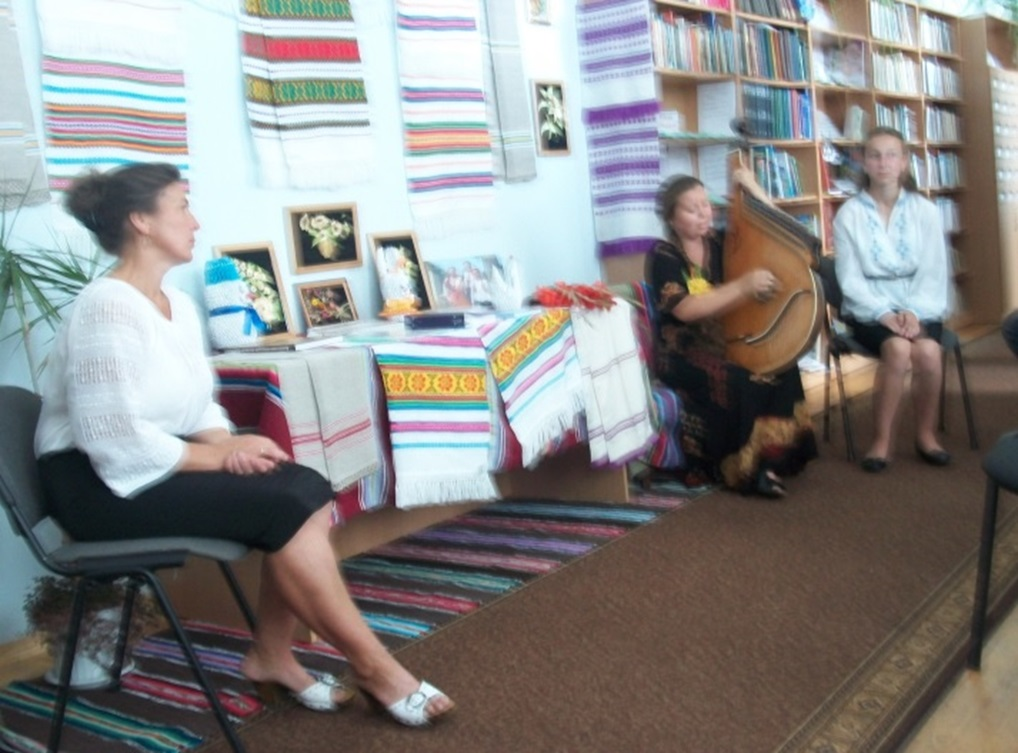
Старша дочка Галини Наталія виконує композицію на бандурі.

02 жовтня 2012 року бібліотекарем шкільного абонемента було прийнято Васюка Ярослава Олександровича після закінчення Дубнівського коледжу Культури і Мистецтв. На той час у шкільному абонементі працювало два працівники на 0,5 ставки.
В 2013 році публічно– шкільна бібліотека — філія брала участь у конкурсі програми «Бібліоміст», що була запроваджена Радою міжнародних наукових досліджень та обмінів у рамках партнерства з фундацією Білла та Мелінди Гейтс, Агентства США з міжнародного розвитку, Міністерства культури України та Української Бібліотечної Асоціації.
Проект покликаний перетворити бібліотеки на сучасні громадські центри та підвищити роль бібліотек в українському суспільстві. Завдяки програмі наша бібліотека отримала 6 сучасних комп'ютерів, оснащених веб — камерами, навушниками, принтер, сканер.
Це забезпечує надання інформації різним категоріям користувачів: вчителям, учням, студентам, безробітній молоді, жителям села.
Наші користувачі найчастіше шукають в Інтернеті інформацію для дозвілля, а саме: музику, сторінки улюблених артистів, комп'ютерні ігри, фільми, спілкуються з однолітками в соціальних мережах, надсилають і отримують електронні повідомлення, телефонують рідним та близьким за допомогою «Скайпу» в інші міста та за кордон. Також Інтернет активно використовують для написання рефератів, манівських робіт на допомогу навчально — виховному процесу.
Відкриття центру публічного доступу до Інтернету відбулося 05.12.2013 р.
1 вересня 2013 року Курильчик Ніна Петрівна пішла на заслужений відпочинок зі стажем роботи 37 років.
Фонд бібліотеки станом на 01.01.2014 року становить 27500 документів, з них підручників — 9000, книговидача становить 21000 документів.
Створено 11 власних електронних ресурсів на CD DVD дисках.

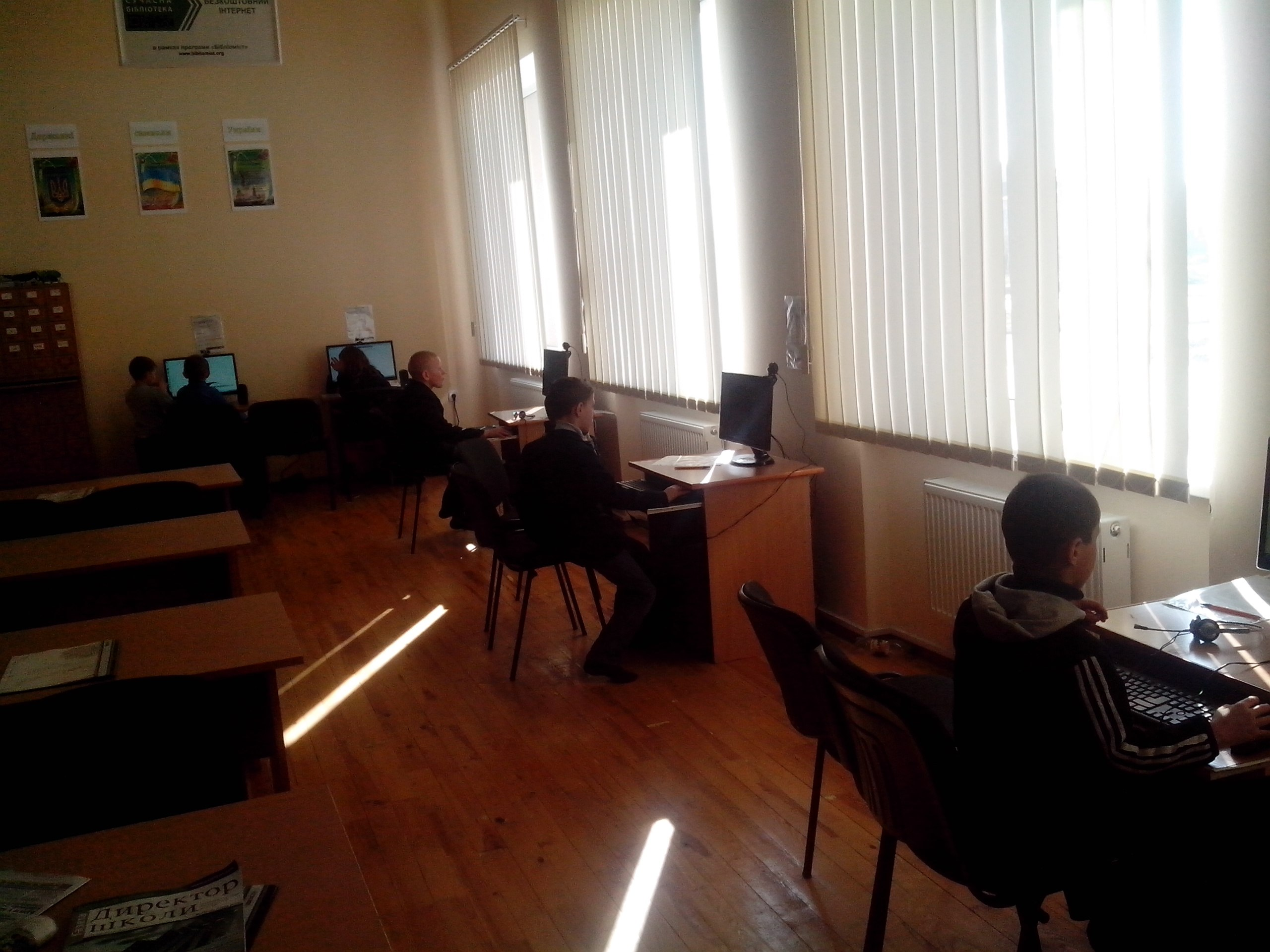
Школярі за роботою у мережі Інтернет
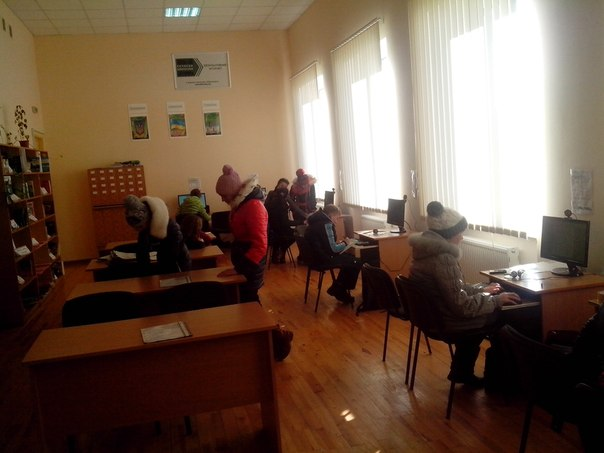
Школярі за роботою у мережі Інтернет
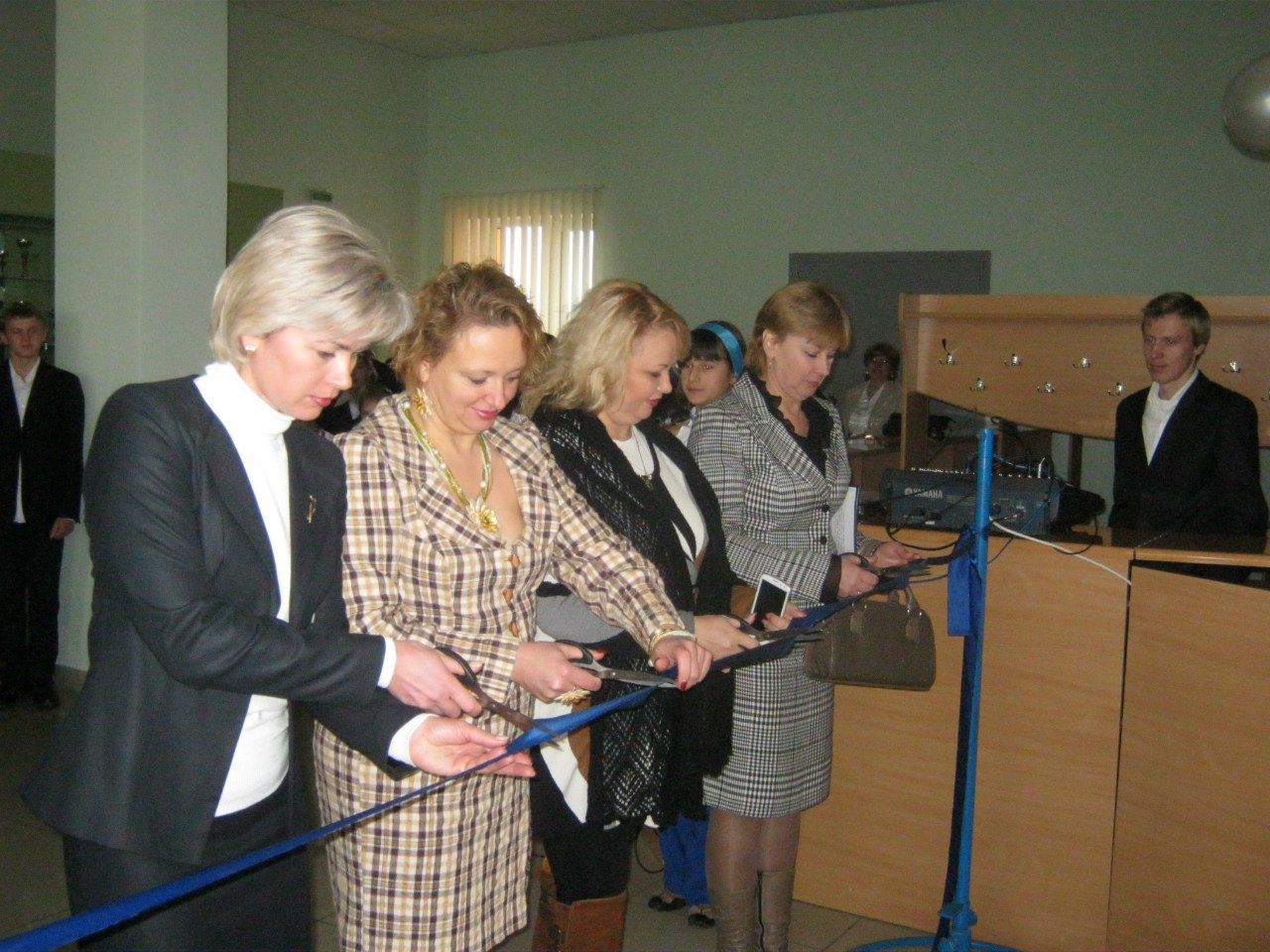
Відкриття "Бібліомісту"
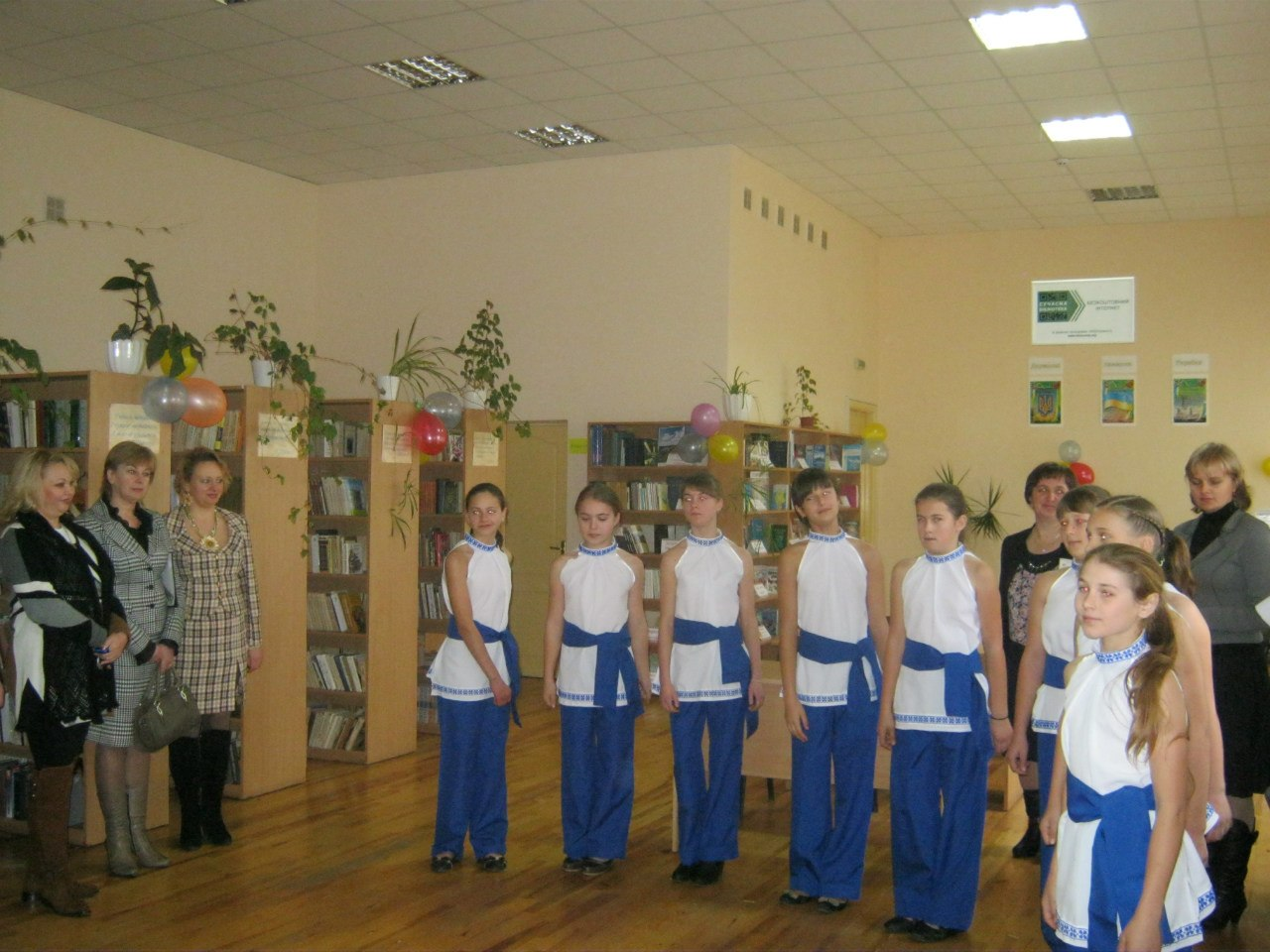
Відкриття "Бібліомісту"